# Uromedina caudata
Uromedina caudata är en tvåvingeart som beskrevs av Townsend 1926. Uromedina caudata ingår i släktet Uromedina och familjen parasitflugor. Inga underarter finns listade i Catalogue of Life.